# Bot (jeu vidéo)
Pour les articles homonymes, voir Bot.
« Simulant » redirige ici. Pour les simulants de régolithe, voir Simulant de régolithe lunaire et Simulant de régolithe martien.
 (novembre 2019).
Si vous disposez d'ouvrages ou d'articles de référence ou si vous connaissez des sites web de qualité traitant du thème abordé ici, merci de compléter l'article en donnant les références utiles à sa vérifiabilité et en les liant à la section « Notes et références ».

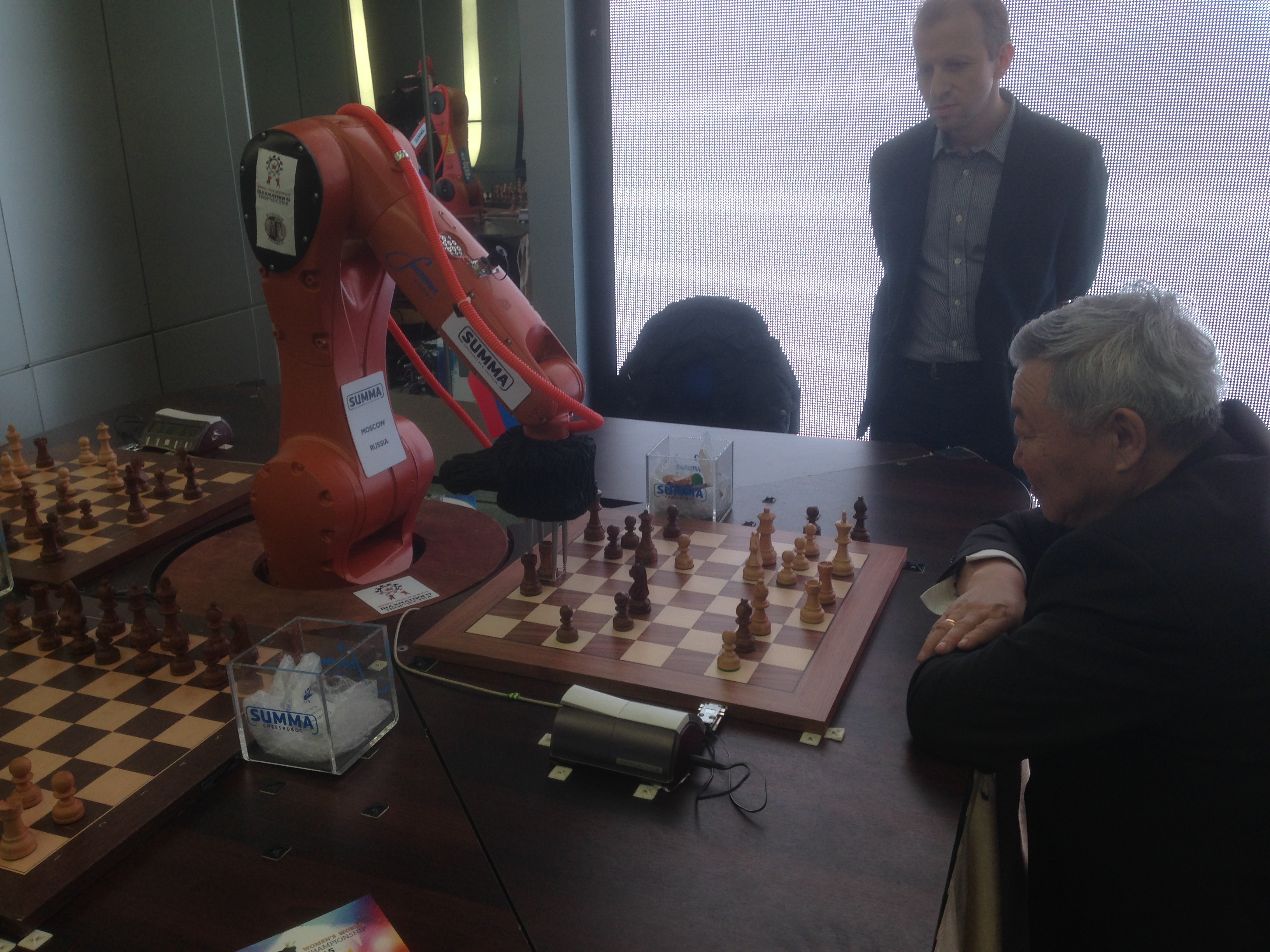

Dans les jeux vidéo, le mot anglais bot (diminutif de robot) ou simulant désigne un personnage contrôlé par l'ordinateur. Ce dernier simule le comportement d'un joueur humain comme on peut en rencontrer sur Internet ou en réseau local, permettant ainsi de jouer en coopératif même en étant seul.
Le programme de bot est une interface simulant l'envoi de paquets de donnés au serveur spécifique à un jeu. Il peut donc se déplacer en simulant l'envoi des paquets spécifique au touches directionnel ou bien tirer en simulant un clic de souris.

## Abus
Ces robots peuvent être utilisés sur les réseaux et ou dans les jeux pour avoir des avantages comme viser de manière automatique les ennemis (dans un FPS, ils sont appelés aimbot) ou de tuer directement les ennemis, gagner de l'expérience et de ramasser les objets droppés automatiquement (dans un hack'n'slash). 
L'utilisation abusive des bots peut mettre à mal l'expérience de jeu des autres joueurs ce qui risque de les lasser du jeu lui-même. Presque tous les éditeurs de jeux pénalisent l'utilisation de ces logiciels robots, considéré comme de la triche (bannissement, effacement du compte, etc.) et leur utilisation apporte en général une mauvaise réputation au joueur l'utilisant. 
Sur certains jeux, rencontrer des groupes de Bot automatiques est très commun, comme sur le FPS de Valve Software, Team Fortress 2. 

## Quelques bots célèbres
- Botman's bot, HPB_bot pour Half-Life.
- Elite pource bot pour Star Trek: Elite pource II.
- FrogBot, Reaper Bot (qui ont été les tout premiers bots) pour Quake.
- OpenKore et VisualKore pour Ragnarok Online.
- POD bot ou les bots officiels par Turtle Rock Studios pour Counter-Strike et CS: Source.
- Sotra pour CS: Source.
- PédoBear pour CS: Source.
- Rune bot pour Runescape.
- ShrikeBot et SturmBot pour Day of Defeat (DoD).
- StormTrooper Bot pour Quake III Arena.
- Tactical Ops bot pour Tactical Ops: Assault on Terror.
- Wolfbot, Fritzbot pour Return to Castle Wolfenstein.
- WoW-RoboT pour World of Warcraft.
- mmbot pour Diablo II: Lord of Destruction.
- fullbot bot pour World of Warcraft.
- cathook bot pour Team Fortress 2

## Jeux avec bots d'origine
- Battlefield 1942
- Battlefield 2
- Battlefield 2142
- Battlefield Vietnam
- Counter-Strike: Condition Zero
- Counter-Strike: Source
- Dofus
- Gears of War
- Gears of War 2
- Gears of War 3
- Fortnite Battle Royale
- Halo
- Killzone
- Left 4 Dead
- Left 4 Dead 2
- Max Payne 2: The Fall of Max Payne
- MechWarrior 4: Mercenaries
- Metroid Prime Hunters
- Pariah
- Perfect Dark (connu sous le nom de simulants)
- Quake III Arena
- Red Faction (version console)
- Red Faction 2
- Soldier of fortune
- Star Trek: Voyager Elite pource
- Star Trek: Elite pource II
- Star Wars Jedi Knight II: Jedi Outcast
- Star Wars Jedi Knight: Jedi Academy
- Starsiege: Tribes
- SWAT 3: Close Quarters Battle
- Tribes 2
- Unreal
- Unreal Tournament
- Unreal Tournament 2003
- Unreal Tournament 2004
- Unreal Tournament III